# Karlsztejn (zamek)
Karlsztejn (czes. Karlštejn) – gotycki XIV-wieczny zamek w Czechach, w powiecie Beroun, w miejscowości Karlštejn, 8 km na wschód od miasta Beroun. Zamek został ufundowany w roku 1348 przez Karola IV Luksemburskiego.
Zamek Karlstein został zbudowany po 1348 roku, gdy Karol IV został wybrany na króla niemieckiego (koronacja cesarska odbyła się w 1355 roku).
Zamek powstał jako skarbiec regaliów cesarskich Świętego Cesarstwa Rzymskiego Narodu Niemieckiego i ogromnej kolekcji relikwii Karola IV. Zbudowanie najważniejszych murów zajęło dziesięć lat, a budowę Kaplicy Świętego Krzyża kontynuowano do 1365 roku. Mury zewnętrzne miały wytrzymać próbę zdobycia zamku, lecz mimo to klejnoty cesarskie zostały ewakuowane przez króla Zygmunta w czasach wojen husyckich około 1421 roku i przez Węgry przywieziono je do cesarskiego miasta Norymberga.

Pierwsza próba zdobycia zamku miała miejsce w 1422 roku, kiedy to bezskutecznie oblegał go przez pół roku oddział husytów z Pragi pod dowództwem bratanka polskiego króla Władysława Jagiełły litewskiego księcia Zygmunta Korybutowicza.
Później czeskie klejnoty koronne zostały przeniesione z powrotem do zamku i przechowywane w nim przez prawie dwa stulecia, z krótkimi przerwami. Zamek został przebudowany po 1480 roku. W 1487 roku wielka wieża (donjon) uległa zniszczeniu w wyniku pożaru. Pod koniec XVI wieku na rozkaz cesarza Rudolfa II wzmocniono i odnowiono mury zewnętrzne oraz dokonano przebudowy renesansowej.
Po defenestracji praskiej w maju 1618 r. Czesi pozbawili władzy burgrabiego Adama Hrzána von Harasowa. W 1619 roku do Pragi sprowadzono pozostałe czeskie skarby koronacyjne wraz z archiwum. Po klęsce czeskiego króla zimowego Fryderyka V w bitwie na Białej Górze z katolickimi wojskami cesarza Ferdynanda II Habsburga w listopadzie 1620 roku, garnizon składający się z 600 angielskich żołnierzy poddało zamek Ferdynandowi II bez walki.
W 1648 roku zamek został zdobyty przez Szwedów i od tego czasy powoli popadał w ruinę, zamieszkiwało go jedynie kilku urzędników. Dopiero cesarz Franciszek II Habsburg i jego syn Ferdynand I odnowili zamek w połowie XIX wieku.
Obecny wygląd zamek uzyskał po renowacji, która trwała w latach 1887-1899. Plany wykonał architekt Friedrich von Schmidt, ale zmodyfikował je Josef Mocker, który również nadzorował przebudowę.
Główną atrakcją turystyczną i najcenniejszą częścią zamku jest kaplica Świętego Krzyża (kaple sv. Kříže) znajdująca się w Wielkiej Wieży (Velká věž) z bogatym, przypominającym bizantyńskie, wystrojem wnętrza (zdobi je ok. 2200 szlifowanych kamieni oraz 129 (początkowo 130) obrazów tablicowych Mistrza Teodoryka, nadwornego malarza Karola IV.

## Galeria

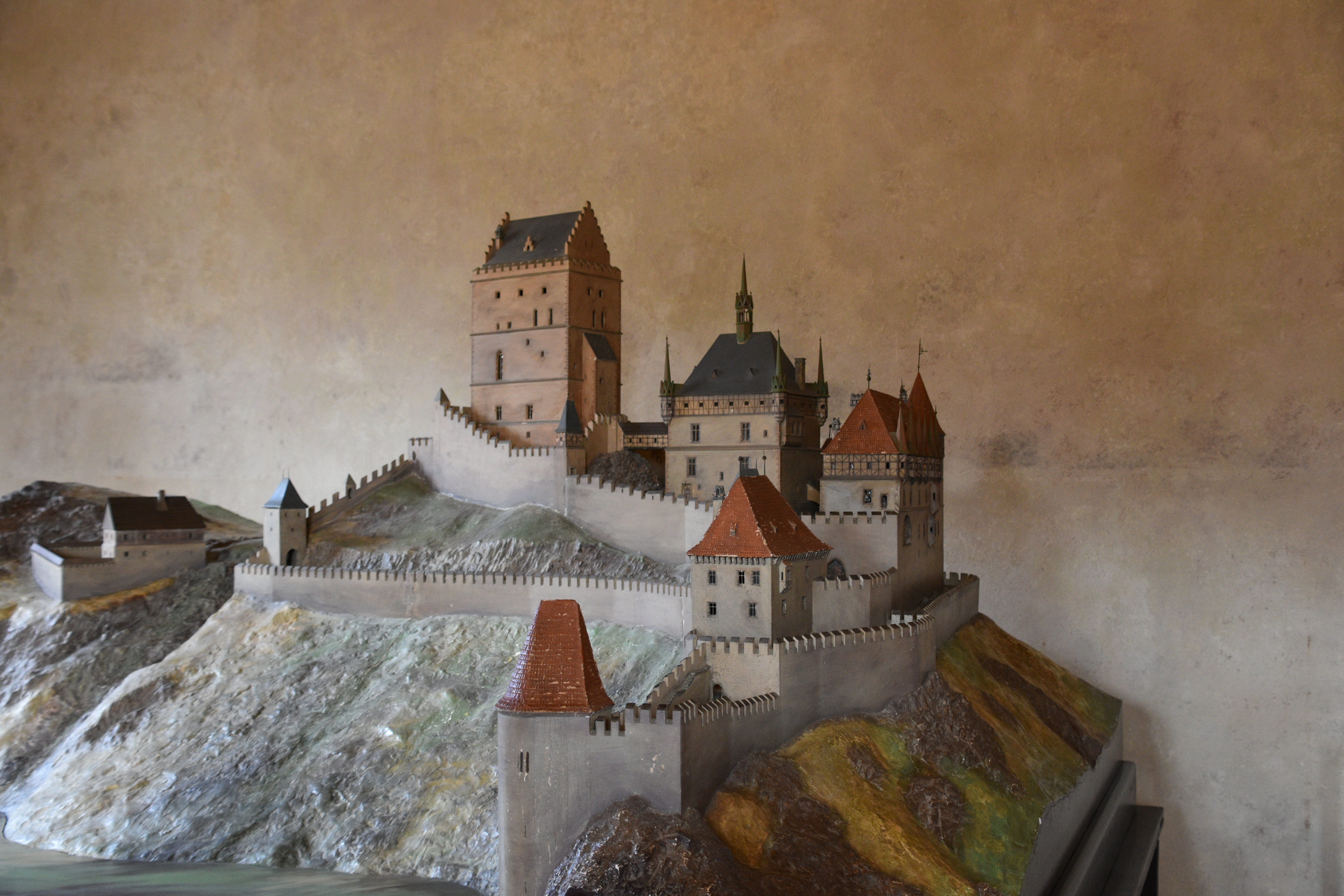
Zamek w średniowieczu - makieta
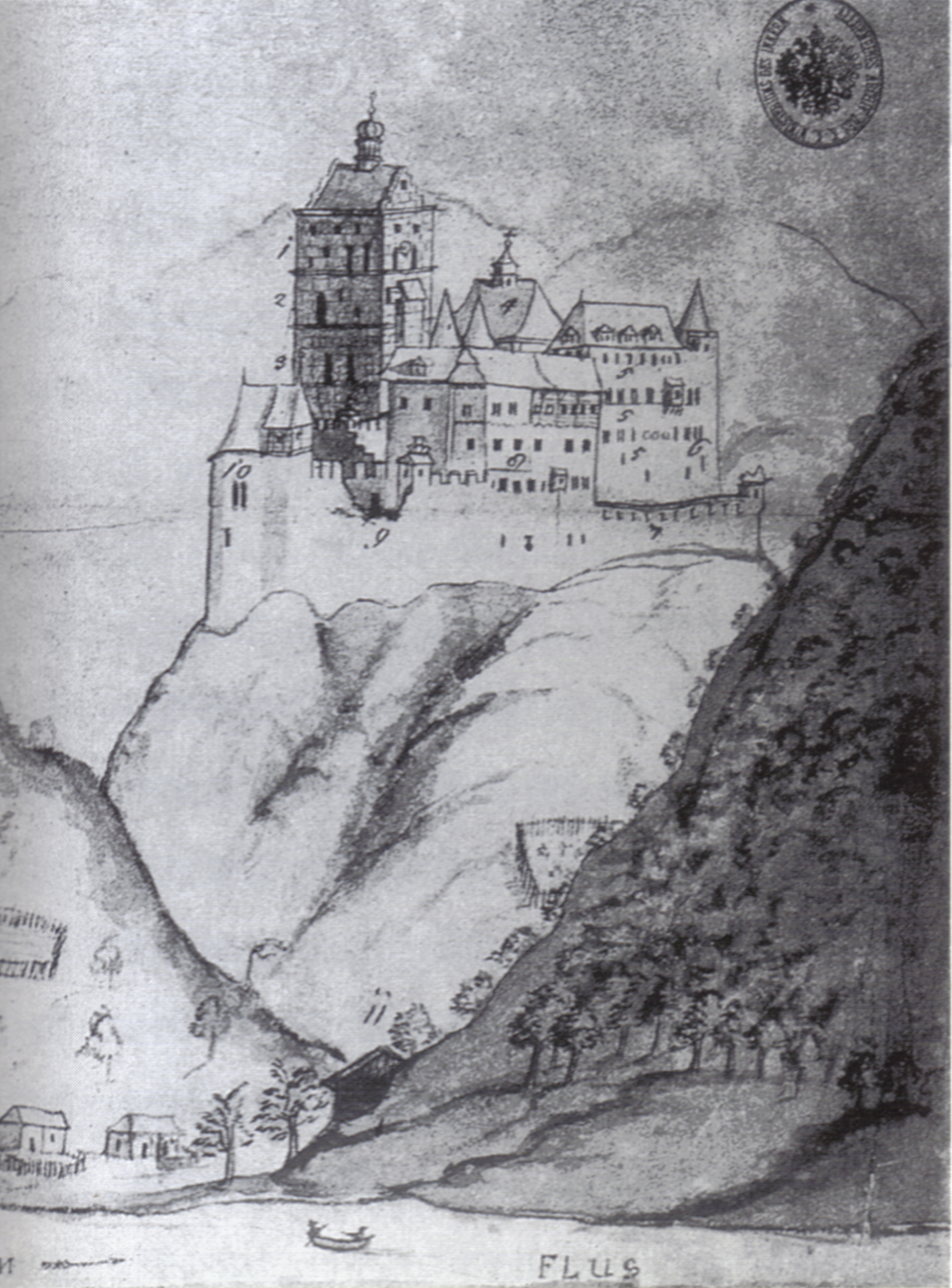
Około 1790
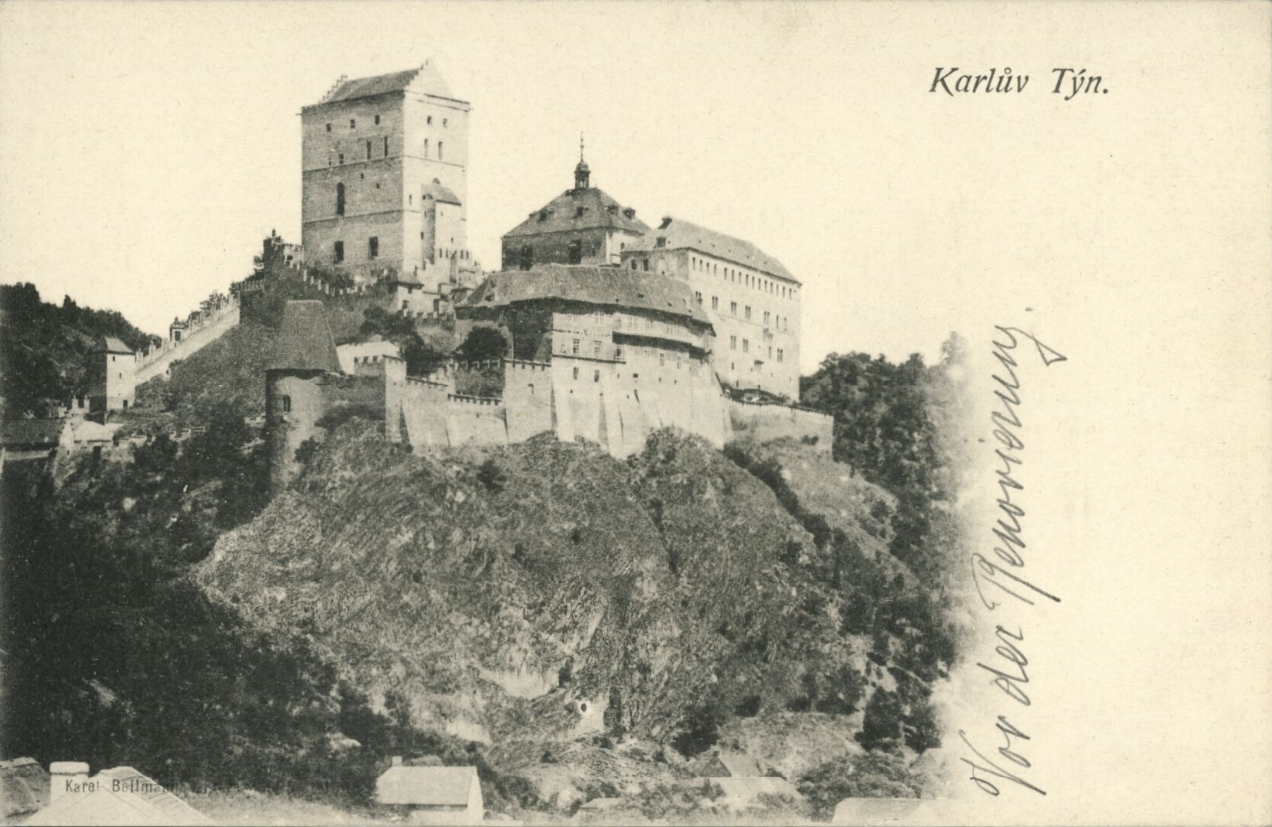
Przed 1893
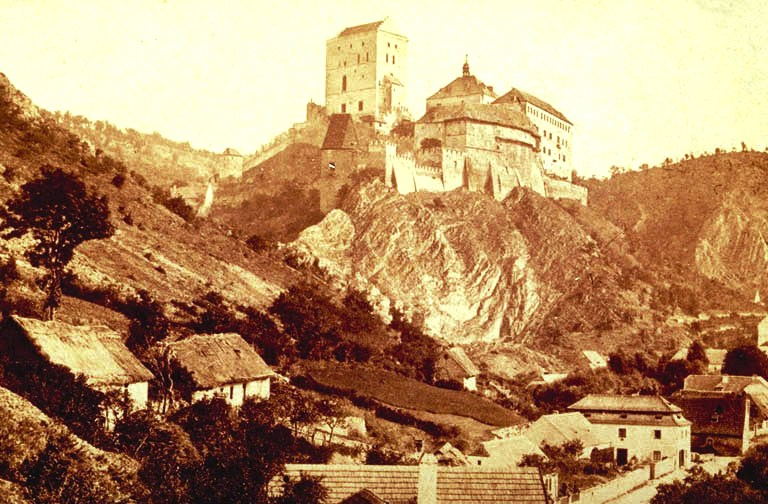
Około 1870
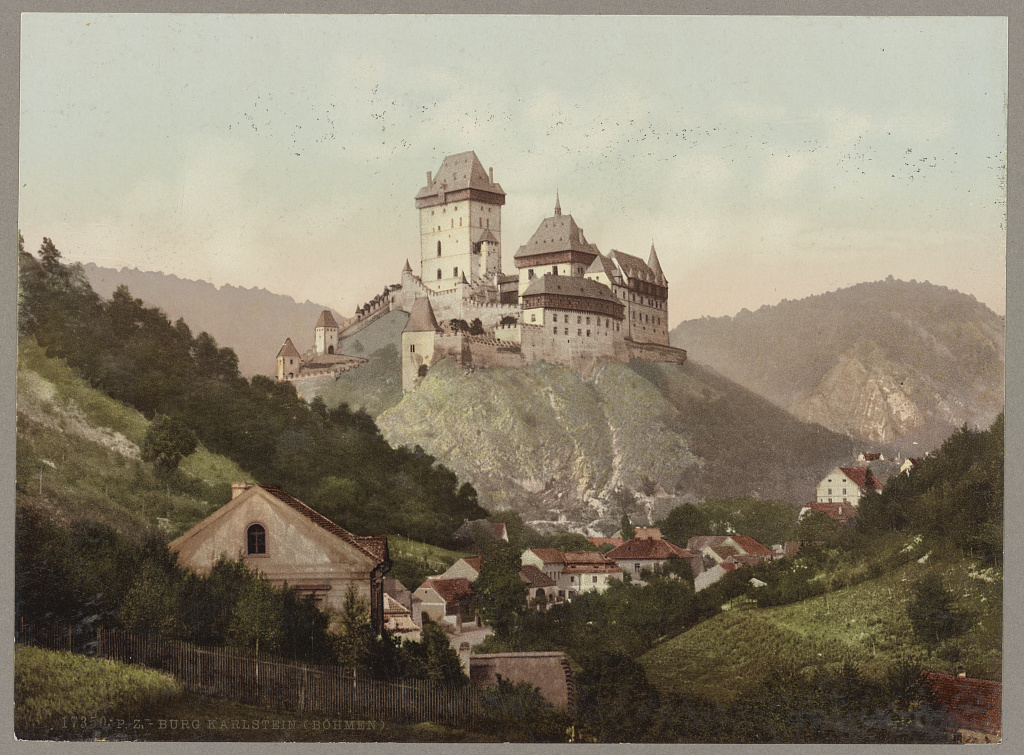
Około 1890
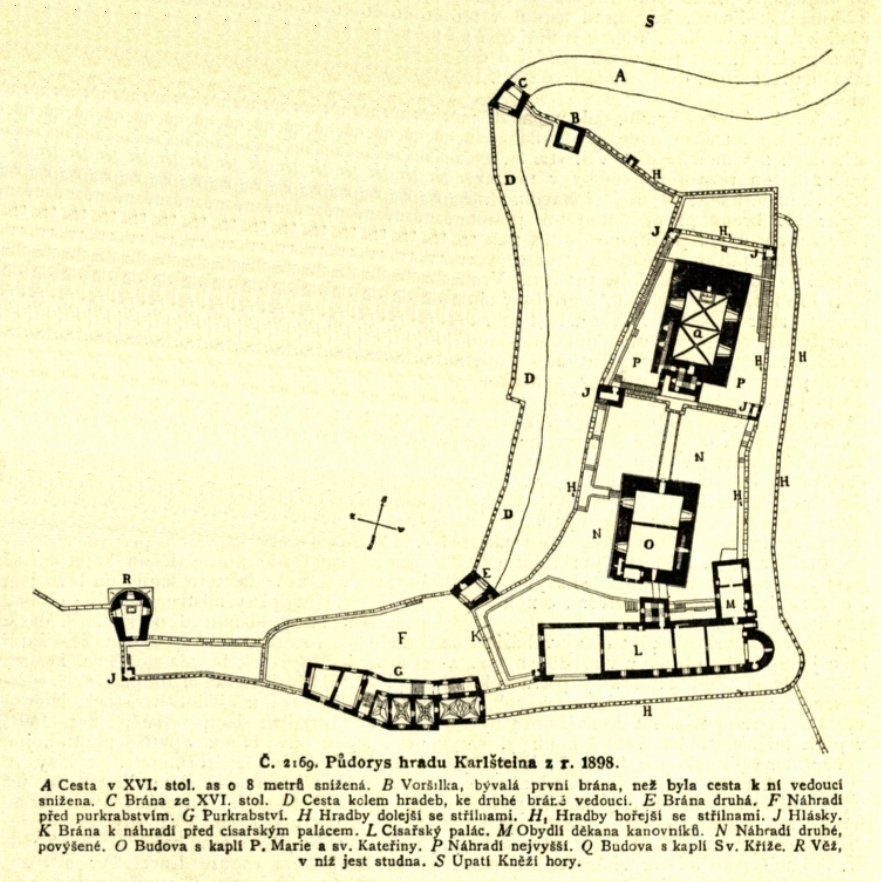
Plan z 1898
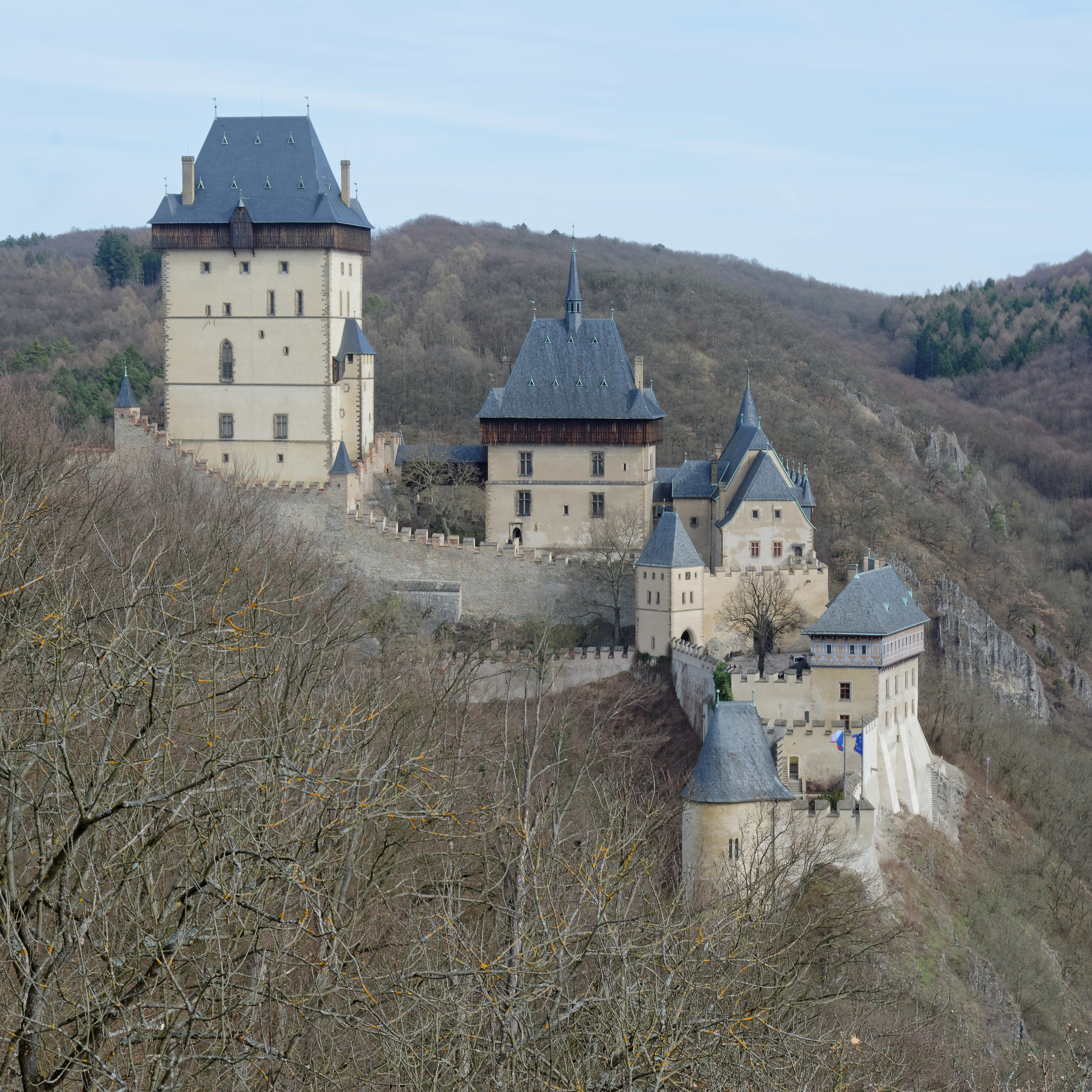
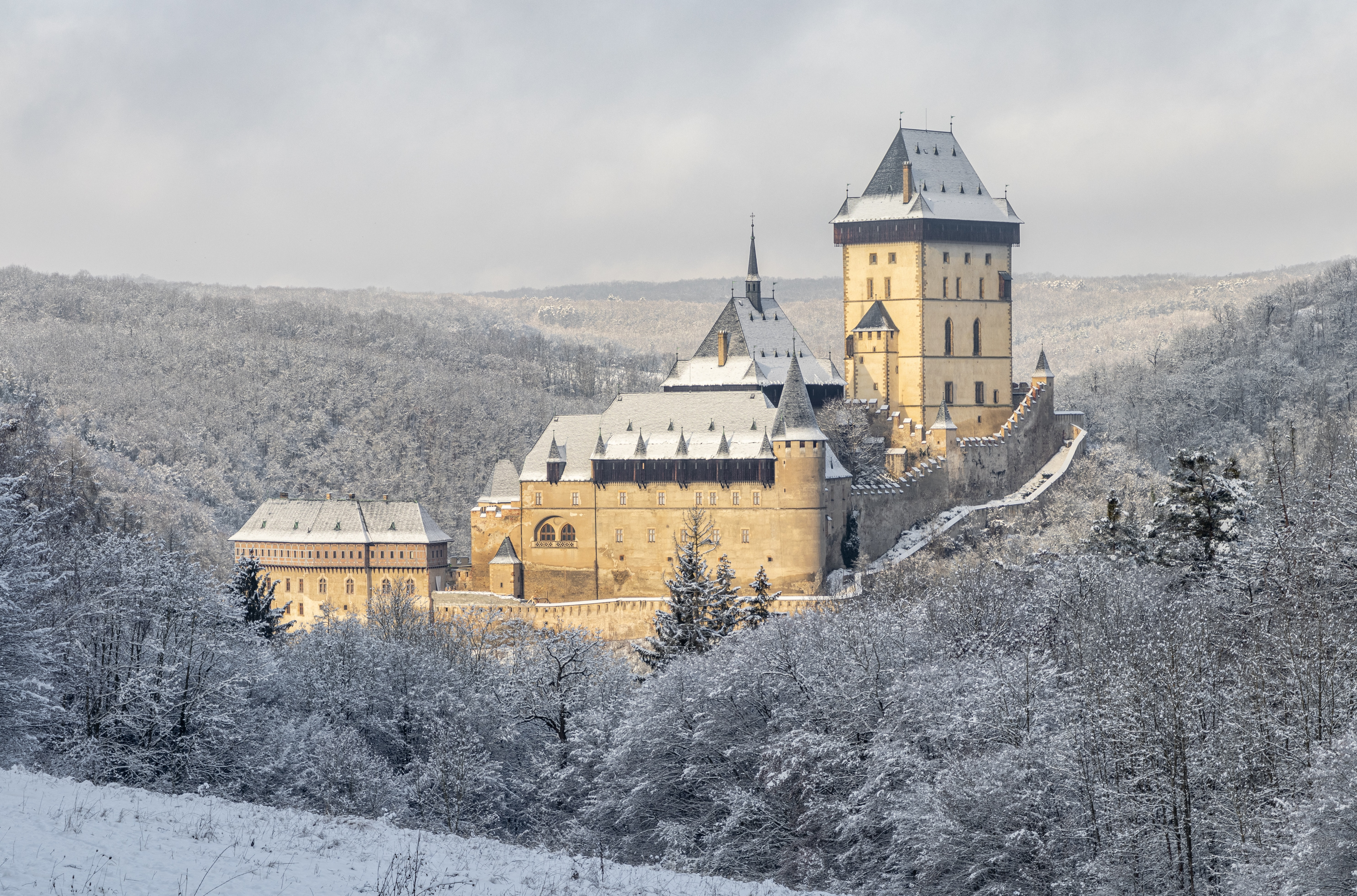
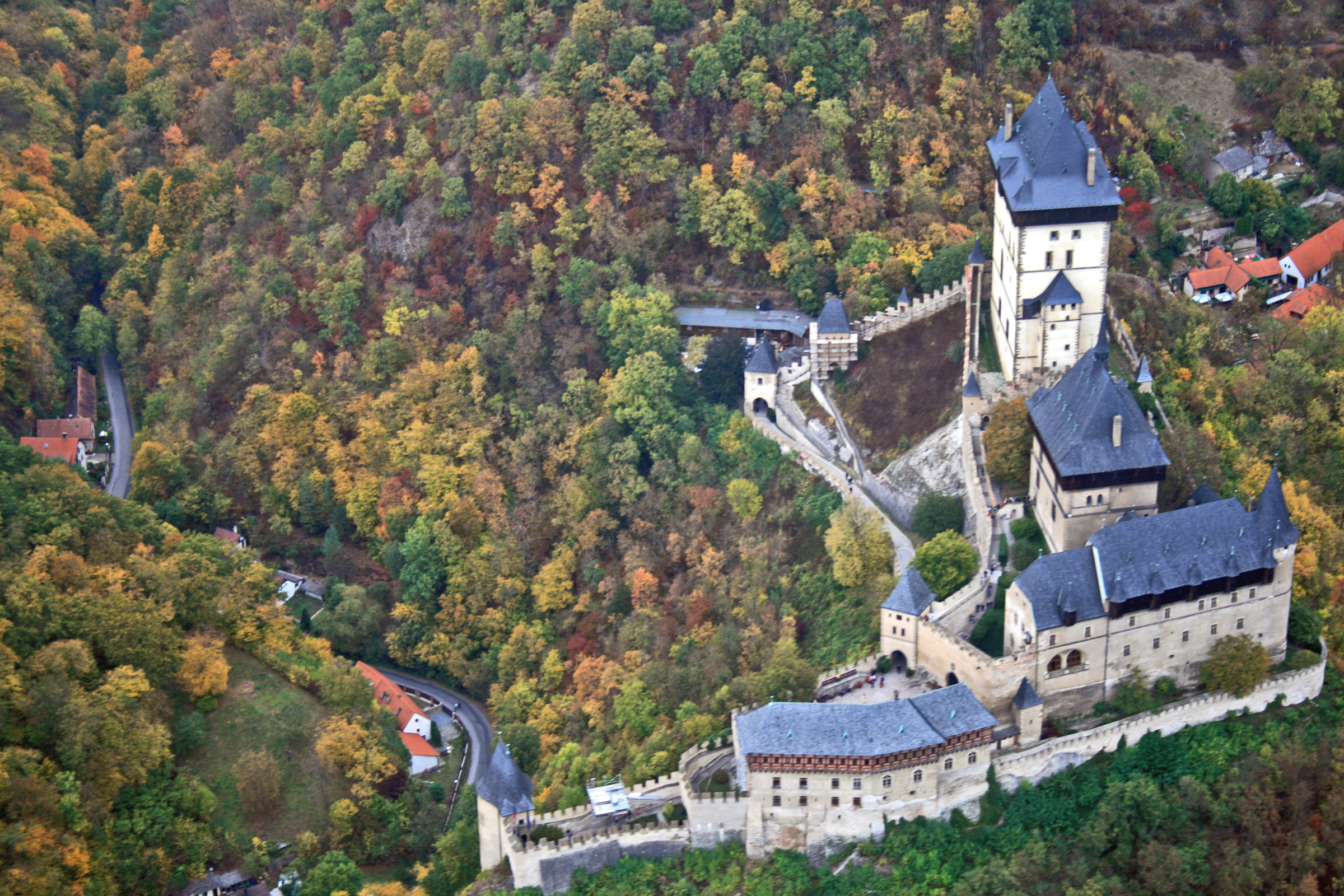
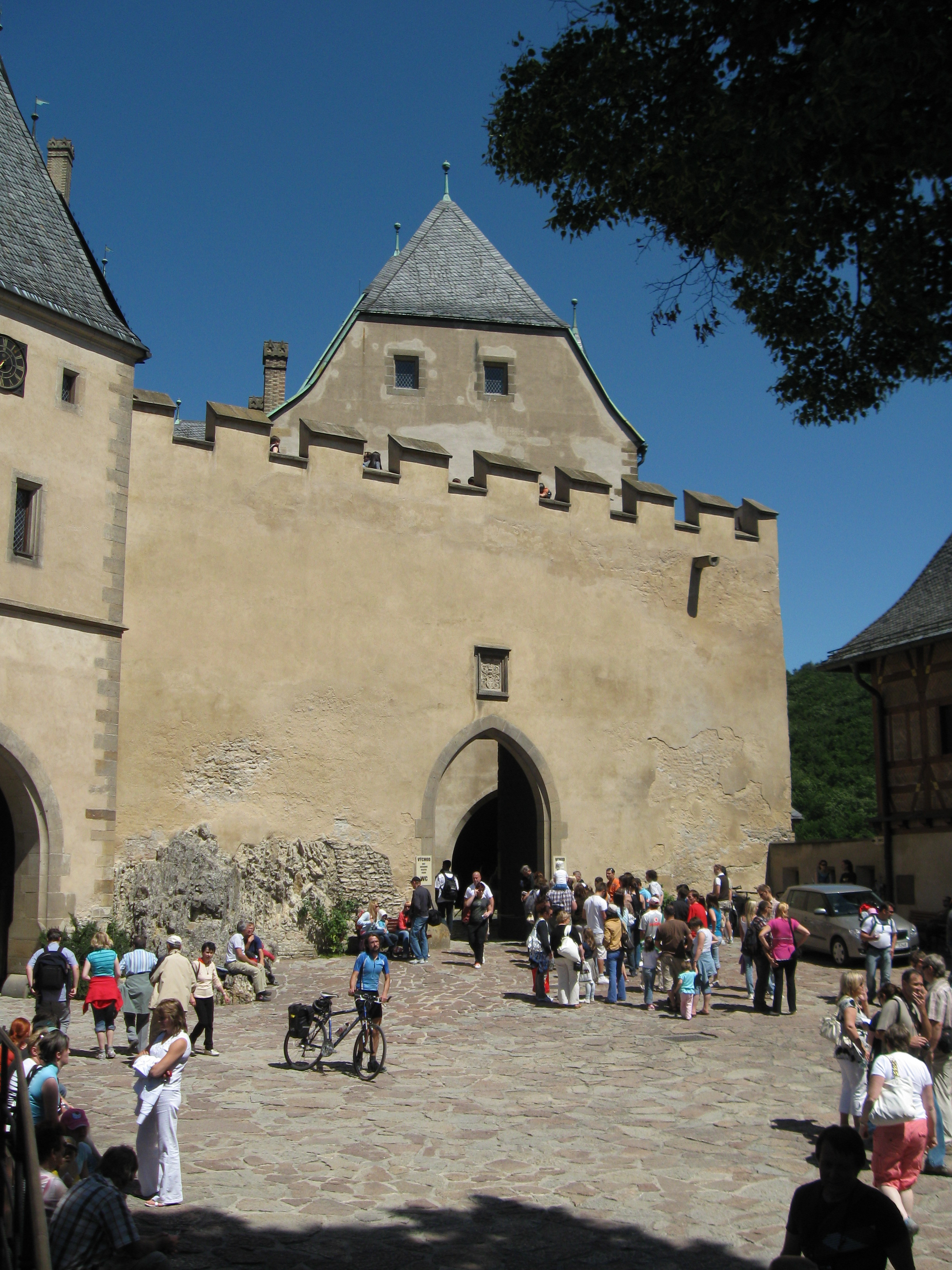
Brama na zamku
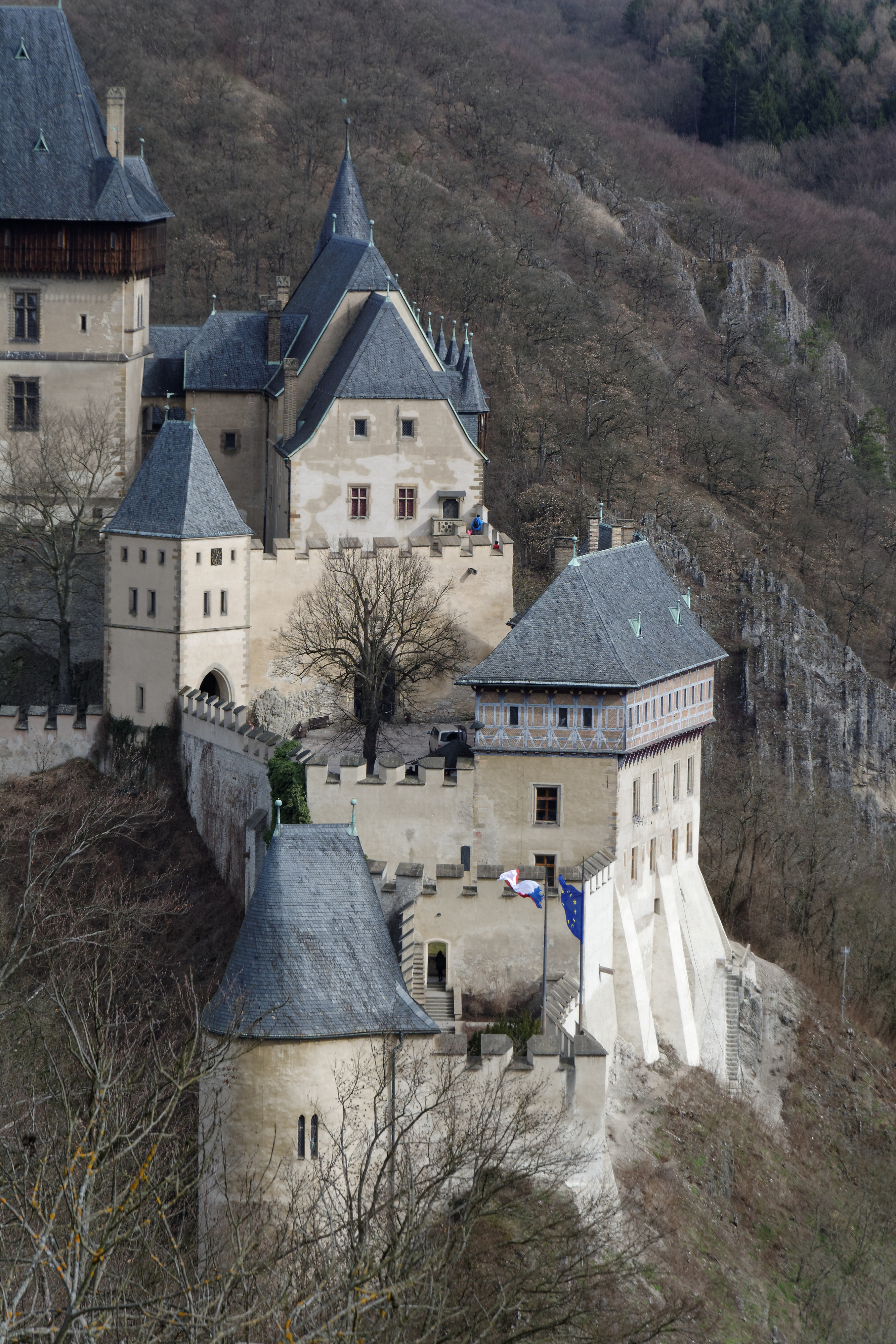